# Suciu de Jos
Suciu de Jos – wieś w Rumunii, w okręgu Marmarosz, w gminie Suciu de Sus. W 2011 roku liczyła 1073 mieszkańców.